# فلمنج وليامز
فلمنج وليامز (بالإنجليزية: Fleming Williams)‏ هو مغني أمريكي، ولد في 26 ديسمبر 1943 في فلينت في الولايات المتحدة، وتوفي بنفس المكان في 1998.

## روابط خارجية
- فلمنج وليامز على موقع ميوزك برينز (الإنجليزية)
- فلمنج وليامز على موقع ديسكوغز (الإنجليزية)